# Live Shit: Binge & Purge
Das Boxset Live Shit: Binge & Purge (deu. etwa: „Live-Zeug: Saufen und Kotzen“) ist das erste Livealbum der US-amerikanischen Metal-Band Metallica. Es wurde am 23. November 1993 veröffentlicht.

## Entstehung und Inhalt
Bei seiner Originalveröffentlichung bestand das Set aus drei VHS-Kassetten und drei CDs. Im Jahr 2003 wurde es wiederveröffentlicht, wobei die drei VHS durch zwei DVDs ersetzt wurden. Die Konzerte in San Diego und Mexiko-Stadt wurden während der Wherever-We-May-Roam- bzw. Nowhere-Else-to-Roam-Tour aufgezeichnet, das Seattle-Konzert dagegen wurde während der Damaged-Justice-Tour aufgenommen.
Die ursprüngliche Version dieses Boxsets wurde in einem Pappkarton im Design eines Tour-Gerätekastens veröffentlicht. Dort fanden die drei VHS-Kassetten und CDs, ein „Snakepit“-Ausweis, eine Sprühschablone sowie ein 72-Seiten Booklet mit einigen Tourfotos und handschriftlichen Kommentaren Platz. In der Neuauflage von 2003 dagegen wurde das Booklet nicht in physischer Form mitgeliefert, sondern ist nur in Form mehrerer JPEG-Dateien auf der zweiten DVD zu finden.

## Titelliste

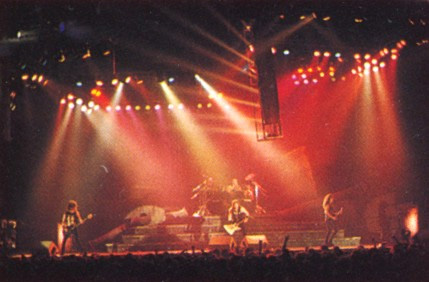
Metallica-Auftritt während der Damaged-Justice-Tour (1988–1989)

### CD 1 – Mexico City 1993
Alle drei CDs wurden live aufgenommen im "Sports Palace", Mexiko-Stadt, Mexiko am 25., 26., 27. Februar und am 1. und 2. März 1993.
1. Enter Sandman (Hammett, Hetfield, Ulrich) – 7:27
2. Creeping Death (Burton, Hammett, Hetfield, Ulrich) – 7:28
3. Harvester of Sorrow (Hetfield, Ulrich) – 7:18
4. Welcome Home (Sanitarium) (Hammett, Hetfield, Ulrich) – 6:39
5. Sad but True (Hetfield, Ulrich) – 6:07
6. Of Wolf and Man (Hammett, Hetfield, Ulrich) – 6:22
7. The Unforgiven (Hammett, Hetfield, Ulrich) – 6:48
8. Justice Medley – 9:38
  - Eye of the Beholder (Hetfield, Ulrich, Hammett)
  - Blackened (Hetfield, Ulrich, Newsted)
  - The Frayed Ends of Sanity (Hetfield, Ulrich, Hammett)
  - …And Justice for All (Hetfield, Ulrich, Hammett)
  - Blackened (Hetfield, Ulrich, Newsted)
9. Solos (Bass/Guitar) – 18:48

### CD 2 – Mexico City 1993
1. Through the Never (Hammett, Hetfield, Ulrich) – 3:46
2. For Whom the Bell Tolls (Burton, Hetfield, Ulrich) – 5:48
3. Fade to Black (Burton, Hammett, Hetfield, Ulrich) – 7:12
4. Master of Puppets (Burton, Hammett, Hetfield, Ulrich) – 4:35
5. Seek and Destroy (Hetfield, Ulrich) – 18:08
6. Whiplash (Hetfield, Ulrich) – 5:33

### CD 3 – Mexico City 1993
1. Nothing Else Matters (Hetfield, Ulrich) – 6:21
2. Wherever I May Roam (Hetfield, Ulrich) – 6:32
3. Am I Evil? (Harris, Tatler) – 5:41
4. Last Caress (Danzig) – 1:24
5. One (Hetfield, Ulrich) – 10:27
6. So What (Anti-Nowhere League)/Battery (Hetfield, Ulrich) – 10:04
7. The Four Horsemen (Hetfield, Mustaine, Ulrich) – 6:07
8. Motorbreath (Hetfield) – 3:14
9. Stone Cold Crazy (Deacon, May, Mercury, Taylor) – 5:32

### VHS 1 und 2/DVD 1 – San Diego 1992
Live aufgenommen in der "San Diego Sports Arena", San Diego, Kalifornien am 13. und 14. Januar 1992.
1. 20min. Metallimovie
2. The Ecstasy of Gold/Enter Sandman
3. Creeping Death
4. Harvester of Sorrow
5. Welcome Home (Sanitarium)
6. Sad but True
7. Wherever I May Roam
8. Bass Solo
9. Through the Never
10. The Unforgiven
11. Justice Medley
  - Eye of the Beholder
  - Blackened
  - The Frayed Ends of Sanity
  - …And Justice for All
  - Blackened
12. Drum Solo
13. Guitar Solo
14. The Four Horsemen
15. For Whom the Bell Tolls
16. Fade to Black
17. Whiplash
18. Master of Puppets
19. Seek and Destroy
20. One
21. Last Caress
22. Am I Evil?
23. Battery
24. Stone Cold Crazy

### VHS 3/DVD 2 – Seattle 1989
Live aufgenommen im "Seattle Coliseum", Seattle, Washington am 29. und 30. August 1989.
1. The Ecstasy of Gold/Blackened
2. For Whom the Bell Tolls
3. Welcome Home (Sanitarium)
4. Harvester of Sorrow
5. The Four Horsemen
6. The Thing that Should Not Be
7. Bass Solo
8. Master of Puppets
9. Fade to Black
10. Seek and Destroy
11. …And Justice for All
12. One
13. Creeping Death
14. Guitar Solo
15. Battery
16. Last Caress
17. Am I Evil?
18. Whiplash
19. Breadfan

## Rezeption
Stephen Thomas Erlewine von Allmusic schrieb, die schieren Ausmaße des Boxsets brächten jedem außer den härtesten Fans das Fürchten bei. Dennoch zeige die Box mit dem Konzert in Mexiko die „Power“ Metallicas. Für Hardcore-Fans sei Live Shit eine „Göttergabe“. Er vergab 3,5 von fünf Sternen.

## Auszeichnungen für Musikverkäufe
| Land/Region               | Auszeichnungen für Musikverkäufe (Land/Region, Auszeichnung, Verkäufe) | Verkäufe  |
| ------------------------- | ---------------------------------------------------------------------- | --------- |
| Deutschland (BVMI)        | Gold                                                                   | 25.000    |
| Vereinigte Staaten (RIAA) | 21× Platin                                                             | 2.100.000 |
| Insgesamt                 | 1× Gold · 21× Platin ·                                                 | 2.125.000 |

Hauptartikel: Metallica/Auszeichnungen für Musikverkäufe